# Kalcerrytus rosamariae
Kalcerrytus rosamariae är en spindelart som beskrevs av Ruiz, Brescovit 2003. Kalcerrytus rosamariae ingår i släktet Kalcerrytus och familjen hoppspindlar. Inga underarter finns listade i Catalogue of Life.